# Villalís de la Valduerna
Villalís de la Valduerna es una localidad española de la provincia de León. Se encuentra a 48 km al SO de León, dentro del valle de La Valduerna, a 840 m de altitud. Pertenece al ayuntamiento de Villamontán de la Valduerna, junto con otros 7 pueblos, así como al partido judicial de La Bañeza y a la diócesis de Astorga.
Posee una población de 123 habitantes (datos de 2.013). Agricultura de regadío principalmente. Se cultivan sobre todo patatas, remolacha, alubias, trigo y cebada. La ganadería también forma parte de su economía, pero en menor medida. "Villalís" proviene de la "flor de lis" emblema del pueblo, y el apellido "de la valduerna" porque se encuentra situado en el valle del río Duerna.

## Historia

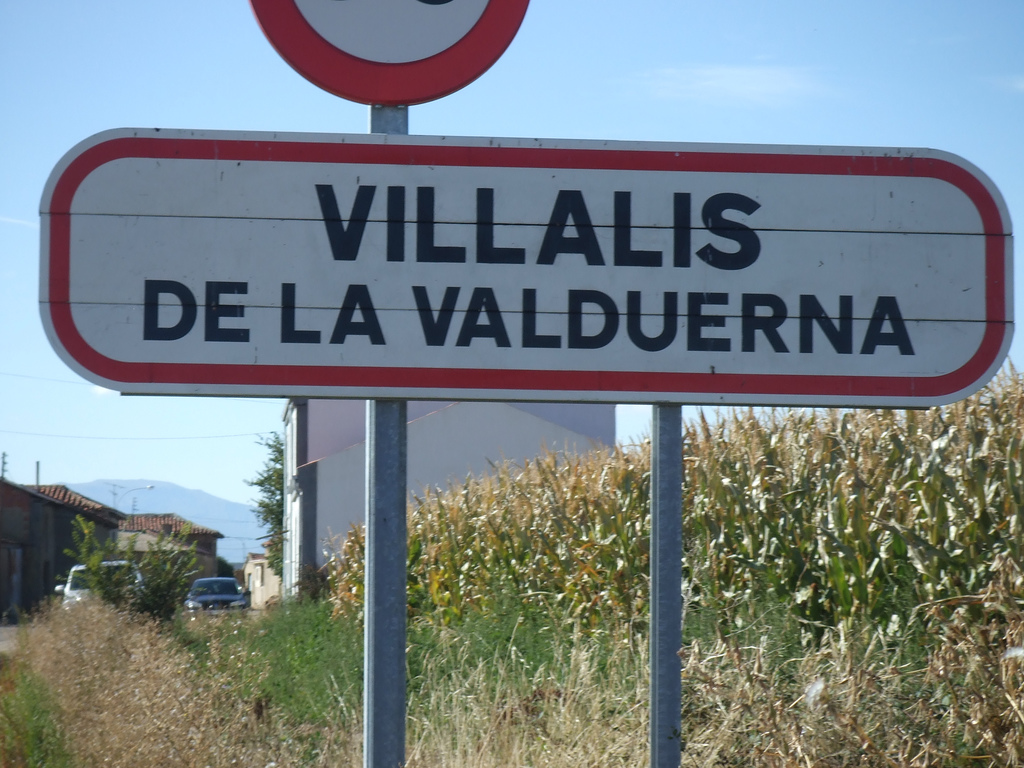
Cartel de entrada.

Su origen puede remontarse a la Edad Media con bastante anterioridad al siglo XII. Su nombre viene de Villa de Lis, nombre de origen francés, siendo la familia del apellido de Lis los dueños de dicho lugar.
La flor de Lis la ostentaban en su escudo, que es un lirio heráldico que figuraba también en el escudo de los Borbones.
Fue este lugar en el margen derecho del entonces río Ornia campamento o asentamiento romano por sus castrillones de los que aún hoy se encuentran señales de ellos.
También en este pueblo de Villalís, los romanos grabaron siete lápidas datadas en el siglo II. Estos siete ejemplares son todos de distinta forma geométrica, pero de gran valor histórico por la antigüedad de sus grabaciones Entre ellas una menciona a la Legio VII Gemina Pia Felix que dio origen y nombre a la Ciudad de León ya que dicha legión acampó definitivamente, posiblemente en el año 68 d. C., en la confluencia de los ríos Torío y Bernesga, donde se asentó la Ciudad Leonesa.
Estas lápidas romanas fueron colocadas, al ser construida la iglesia en el siglo XIII, en sus muros exteriores. Con anterioridad a la celebración del XIX Centenario de la fundación de León celebrado solemnemente en junio de 1968 las estelas o lápidas fueron extraídas de los muros que las custodiaban y llevadas para la capital del antiguo reino, las cuales pueden hoy día ser visitadas en el museo románico de San Isidoro. Un ejemplar quedó en el pueblo empotrada en la pared exterior de una casa como recuerdo.
Al lado izquierdo del curso del río y un poco alejado del pueblo existió un barrio que contaba con iglesia dedicada a San Martino o Martín que le dio nombre a dicho barrio.
De la época de Marco Aurelio-Vero (161-180 d. C.) hay testimonios importantes que demuestran las necesidades militares del Imperio y las medidas tomadas para una reorganización de las explotaciones mineras. Fruto de esa reorganización es la aparición del primer procurotor metollorum y otros posteriores que aparecen en sendas inscripciones en este pueblo de Villalís fechadas en los años 163, 165 y 167.

## Iglesia

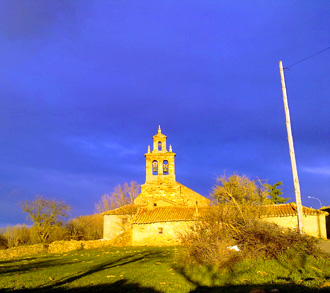
Vista de la iglesia.

La Iglesia parroquial es de tipo gótico de los más sencillos, del tipo de ábside cuadrado, del siglo XIII; tiene tres naves con capillas en las cabeceras, cubiertas con bóveda de cañón y separadas por arcos de medio punto, salvo el central que es apuntado. El edificio se alza sobre un saliente de terreno, en lo que probablemente fue en otro tiempo un castro, parte de cuyo muro de contención se conserva.
El 29 de enero de 1662 se formula el contrato del retablo mayor Don Antonio de Valcarce, en nombre del cura y mayordomo de esta parroquia, afirma que la obra de este retablo se había rematado en Lucas Gutiérrez por una cantidad de 800 ducados (8.800 reales).
El retablo ocupa todo el testero de la capilla mayor, se adapta a la planimetría del muro y está compuesto por banco, gran cuerpo único, ático y tres calles.
En el banco destacar el nacimiento y la Adoración de los Magos. Su cuerpo principal está formado por ocho columnas pareadas de capiteles corintios. El ático se cierra de forma ojival. Nos encontramos asentadas las esculturas de San Pedro y San Pablo en las calles laterales.
Mención especial merece el grupo de la Asunción, imagen muy bella de gran airosidad, que asienta sobre trono de nubes con tres cabezas de serafines y acompañada por angelitos volanderos que suenan instrumentos. Este grupo no fue realizado por Lucas Gutiérrez. Fue encargado el 21 de septiembre de 1696 al escultor astorgano Ambrosio Rubio por un coste de 650 reales.

## Fiestas
- Del Cristo: El 20 de mayo
- Nuestra Señora de la Asunción: El 15 de agosto

Ambas fiestas suelen celebrarse el fin de semana posterior a dicha fecha.